# Системний монітор

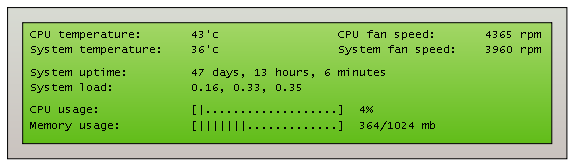
Системний монітор, що показє використання системних ресурсів

Системний монітор — це апаратний або програмний компонент, який використовується для моніторингу системних ресурсів та продуктивності комп'ютерної системи.
Серед питань управління, пов'язаних з використанням інструментів моніторингу системи, є використання ресурсів та конфіденційність. Моніторинг може відстежувати як вхідні, так і вихідні значення та події систем.

## Огляд
Програмні монітори трапляються частіше, іноді у вигляді віджетів. Ці системи моніторингу використовуються для відстеження системних ресурсів, таких як використання та частота процесора, обсяг вільної оперативної пам'яті, вільне місце на одному або кількох жорстких дисках, температури процесора та інших важливих компонентів, а також інформації про мережу, наприклад, IP-адресу системи та поточну швидкість завантаження і вивантаження. Також може відстежуватися дата й час, час безперебійної роботи системи, назва комп'ютера, ім'я користувача, дані S.M.A.R.T. жорсткого диска, швидкість обертання вентиляторів та напруга блока живлення.
Менш поширені апаратні системи, що відстежують подібну інформацію. Зазвичай вони займають один або декілька відсіків для дисководів на передній панелі корпусу комп'ютера та взаємодіють із системним обладнанням безпосередньо або підключаються до системи збирання даних програмного забезпечення через USB. За будь-якого з варіантів система моніторингу виводить інформацію на невелику РК-панель або на низку невеликих аналогових чи світлодіодних цифрових дисплеїв. Деякі апаратні системні монітори також дозволяють безпосередньо керувати швидкістю обертання вентиляторів, що дає змогу користувачеві керувати охолодженням системи.
Деякі дуже високоякісні моделі апаратних системних моніторів призначені для використання лише з певною моделлю материнської плати. Вони безпосередньо використовують вбудовані в систему датчики, надаючи детальнішу та точнішу інформацію, ніж дешевші системи моніторингу.

## Програмний моніторинг
Програмні засоби моніторингу працюють на пристрої, який вони контролюють.

## Апаратний моніторинг
На відміну від програмних засобів моніторингу, апаратні засоби можуть бути розташовані всередині досліджуваного пристрою або приєднані та працювати зовні.:p.84
Апаратний монітор — поширений компонент сучасних материнських плат, який може постачатися як окремий чіп, часто підключений через I²C або SMBus, або як частина рішення Super I/O, часто підключеного через Low Pin Count (LPC). Ці пристрої дозволяють контролювати температуру в корпусі, напругу, що подається на материнську плату з блока живлення та швидкість обертання вентиляторів комп'ютера, підключених безпосередньо до одного з роз'ємів для вентиляторів на материнській платі. Багато з цих апаратних моніторів також мають засоби для керування вентиляторами. Програмне забезпечення для моніторингу системи, таке як SpeedFan у Windows, lm_sensors у Linux, envstat у NetBSD та sysctl hw.sensors у OpenBSD та DragonFly, може взаємодіяти з цими мікросхемами для передавання інформації з датчиків навколишнього середовища користувачеві.

## Конфіденційність
Коли окремий користувач вимірює продуктивність однокористувацької системи, незалежно від того, чи це окремий комп'ютер, чи віртуальна машина в багатокористувацькій системі, доступ не порушує конфіденційності інших.:p.114Конфіденційність стає проблемою, коли хтось інший, окрім кінцевого користувача, наприклад, системний адміністратор,:p.115 має законну потребу в доступі до даних про інших користувачів.

## Використання ресурсів
Коли події відбуваються швидше, ніж монітор може їх записати, потрібне тимчасове рішення, таке як заміна запису подій простим підрахунком.:p.89
Ще один момент, який слід враховувати, — уникнення суттєвого впливу на процесор та пам'ять, доступні для корисної роботи. Хоча апаратний монітор зазвичай має менший вплив, ніж програмний, є елементи даних, такі як «деяка описова інформація, така як назви програм»:p.91, що потребує залучення програмного забезпечення.
Також слід мати на увазі, що помилка в цій ділянці може мати серйозні наслідки, аж до «спричинення падіння ОС».

## Список програмних моніторів
Монолітні
- Activity Monitor
- AIDA64
- CPU-Z
- GPU-Z
- Conky
- htop
- hw.sensors[en] на OpenBSD та DragonFly BSD[8][9]
- iftop[en]
- iostat
- KDE System Guard (KSysguard)
- lm_sensors[en][8]
- monit[en]
- Monitorix
- Motherboard Monitor
- Netdata[en]
- nmon[en]
- ntop[en]
- Process Explorer[en]
- Resource Monitor[en] (resmon)
- Samurize[en]
- Sar у UNIX[en]
- SpeedFan[8]
- sysmon/envsys[en] на NetBSD[8][9]
- systat[en]
- System Monitor[en] (sysmon)
- top
- vmstat[en]
- Windows Desktop Gadgets[en][10][11]
- Диспетчер завдань Windows

Розподілені
- Argus[en]
- collectd[en]
- Ganglia[en]
- GKrellM[en]
- HP SiteScope[en]
- Icinga
- monit[en] (платна версія M/monit)
- NMIS
- Munin[en]
- Nagios
- NetCrunch
- Opmantek
- Pandora FMS
- Performance Monitor[en] (perfmon)
- Prometheus[en]
- symon[12]
- Vigilo NMS (Enterprise Editions)
- Zenoss